# X/Open
X/Open Company, Ltd. は、ヨーロッパのいくつかのUNIXシステム製造業者が1984年に設立したコンソーシアムであり、情報技術分野のオープン標準の確立と振興を目的としていた。特に当初の目的は、UNIX系オペレーティングシステムの唯一の仕様を定義することで、それによってアプリケーションの相互運用性を高め、ソフトウェア移植のコストを削減しようとしていた。当初のメンバーは、Bull、ICL、シーメンス、オリベッティ、ニクスドルフであった（頭文字をとって BISON とも）。フィリップス、エリクソンがほどなく参加し、その時点で X/Open という名称となった。

## 歴史
X/Open は策定した仕様を X/Open Portability Guide (XPG) の名前で公表した。第1版では基本的なオペレーティングシステムのインタフェースをカバーし、最初の結成から1年以内に発表にこぎつけている。第2版は1987年で、初期化、端末インタフェース、プロセス間通信、C言語、COBOL、FORTRAN、Pascal、SQL、ISAM などもカバーしている。これらの多くは、既存の国際標準を参照しているだけである。
1988年に出た XPG3 では、POSIX のオペレーティングシステム仕様をカバーすることに注力している。このバージョンが最もよく使われ、その後にも影響を与えた。
1990年までに、X/Open は21の企業や団体が参加するようになった。当初の5社以外は以下の通り:
- ヨーロッパ: フィリップス、ノキア
- 北アメリカ: AT&T、DEC、ユニシス、HP、IBM、NCR、サン・マイクロシステムズ、Prime Computer、アポロコンピュータ
- 日本: 富士通、日立製作所、日本電気
- 団体: Open Software Foundation、UNIX International

X/Open は1993年から1996年まで UNIX® という商標を管理していた。その後、Open Software Foundation と合併し、The Open Group となった。